# إرني براندتس

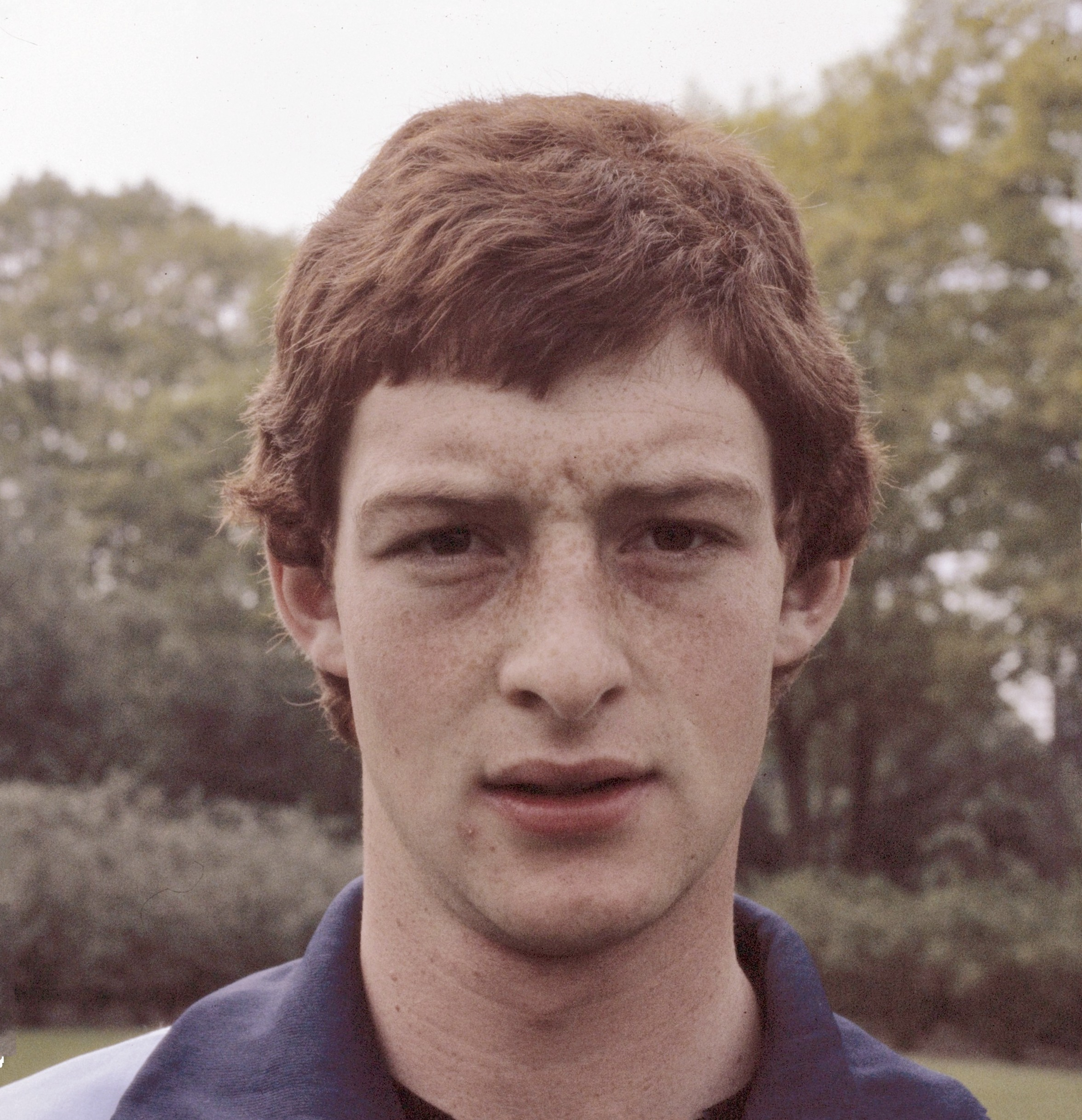
إرني براندتس

إرني براندتس (بالهولندية: Ernie Brandts)، من مواليد 3 فبراير 1956، لاعب كرة قدم هولندي سابق، ومدرب كرة قدم هولندي حالي.
لعب مع منتخب هولندا لكرة القدم.

## روابط خارجية
- إرني براندتس على موقع الاتحاد الدولي (مؤرشف)  (الإنجليزية)
- إرني براندتس على موقع الاتحاد الأوربي (الإنجليزية)
- إرني براندتس على موقع قاعدة بيانات كرة القدم.إي يو (الإنجليزية)
- إرني براندتس على موقع ناشيونال فوتبول تيمز (الإنجليزية)
- إرني براندتس على موقع عالم كرة القدم.نت (الإنجليزية)
- إرني براندتس على موقع كووورة